# Sant Gatxo
Sant Gatxo es un grupo de música  creado en 1994 en Villajoyosa (Alicanete, España). Son un referente en la escena del rock alternativo valenciano, con una larga y exitosa trayectoria musical que los ha llevado por los mejores escenarios y festivales tanto de la Comunidad Valenciana, como de Cataluña y las Islas Baleares.
Un grupo comprometido con la realidad social que lo rodea y que trata de plasmar ese compromiso tanto en las letras de sus composiciones, como en sus potentes directos. Han sido ganadores de varios premios en concursos y radios. El tercer disco, Si tanque els ulls (Si cierro los ojos), obtuvo un reconocimiento unánime de crítica y público que le valió el premio Ovidi 2007 al mejor disco de pop/rock en valenciano.
El nombre del grupo proviene de la palabra sangatxo, propia de la comarca alicantina de La Marina para denominar la parte negra de la carne del pez azul como la melva, el atún o el bonitol.

## Discografía
| Año  | Título             | Discográfica | Comentarios                                                        |
| ---- | ------------------ | ------------ | ------------------------------------------------------------------ |
| 1998 | Sant Gatxo         | Obrint Pas   |                                                                    |
| 2002 | Quan ja és tard    | Pocapela     |                                                                    |
| 2006 | Si tanque els ulls | autoedición  | Premio Ovidi 2007 al Mejor Disco de Pop/Rock en Valenciano de 2006 |
| 2012 | Llum               | autoedición  |                                                                    |
| 2016 | 20 anys            | autoedición  |                                                                    |

## Vídeos
- Entrevista a Sant Gatxo (2013)